# Barrio el Portillo
Barrio el Portillo är en ort i Mexiko.   Den ligger i kommunen San Agustín Loxicha och delstaten Oaxaca, i den sydöstra delen av landet, 500 km sydost om huvudstaden Mexico City. Barrio el Portillo ligger 1 591 meter över havet och antalet invånare är 208.
Terrängen runt Barrio el Portillo är kuperad västerut, men österut är den bergig. Terrängen runt Barrio el Portillo sluttar västerut. Runt Barrio el Portillo är det ganska glesbefolkat, med 38 invånare per kvadratkilometer. Närmaste större samhälle är San Agustín Loxicha, 4,9 km söder om Barrio el Portillo. I omgivningarna runt Barrio el Portillo växer i huvudsak städsegrön lövskog.